# Mistrzostwa Rosji w piłce nożnej mężczyzn
Mistrzostwa Rosji w piłce nożnej (ros. Чемпионат России по футболу) – rozgrywki piłkarskie, prowadzone cyklicznie – corocznie lub co sezonowo (na przełomie dwóch lat kalendarzowych) – mające na celu wyłonienie najlepszej męskiej drużyny w Rosji.

## Historia
Mistrzostwa Rosji w piłce nożnej oficjalne rozgrywane są od 1992 roku. Obecnie rozgrywki odbywają się w wielopoziomowych ligach: Priemjer-Liga, Futbołnaja Nacionalnaja Liga (FNL), Professionalnaja Futbołnaja Liga (PFL) oraz niższych klasach regionalnych.
W 1897 roku w Petersburgu powstał pierwszy rosyjski klub piłkarski Sport (KLS), potem następne. Po założeniu rosyjskiej federacji piłkarskiej – Wszechrosyjskiego Futbolowego Sojuszu (WFS) w 1912 roku, rozpoczął się proces zorganizowania pierwszych rozgrywek o mistrzostwo Rosji. W 1912 roku po raz pierwszy rozegrane mistrzostwo Imperium Rosyjskiego. Pierwszym mistrzem została reprezentacja miasta Petersburgu, która w finale zwyciężyła Moskwę w powtórce 4:1 (pierwszy mecz zakończył się remisem 2:2). W następnym sezonie w finale Odessa pokonała Petersburg 4:2, ale w składzie odeskiej drużyny grało 4 obcokrajowców (tylko 3 były dozwolone) i po protestach zawodników z Petersburgu Futbolowy Związek postanowił nie przyznawać tytułu mistrza. Sezon 1914 nie dokończono z powodu I wojny światowej.
8 listopada 1917 roku w wyniku rewolucji październikowej powstała Rosyjska Republika Radziecka, nazwa której 19 lipca 1918 została zmieniona na Rosyjska Federacyjna Socjalistyczna Republika Radziecka. Pierwsza edycja mistrzostw Rosyjskiej FSRR startowała w sezonie 1920, w której systemem pucharowym 7 drużyn reprezentujące rosyjskie miasta walczyły o tytuł mistrza. Ukraińskie, białoruskie drużyny uczestniczyły w mistrzostwach swoich krajów. Jednak w mistrzostwach Rosyjskiej FSRR 1922 uczestniczyła również ukraińska drużyna reprezentująca Charków. Po utworzeniu ZSRR 30 grudnia 1922 roku mistrzostwa Rosyjskiej FSRR utraciły swój status i był to często tylko turniej kwalifikacyjny do Mistrzostw ZSRR. Rozgrywki z przerwami organizowane były do 1934 roku. W 1934 roku najsilniejsze drużyny Moskwy i Leningradu zignorowały mistrzostwo, a zwycięzcą została drużyna Woroneża. Po reformie piłki nożnej w ZSRR w 1936 roku i organizowaniu klubowych Mistrzostw ZSRR najlepsze kluby rosyjskie startowały w rozgrywkach ligowych. Mistrzostwa Rosyjskiej FSRR już nie były organizowane.
W 1948 po dłuższej przerwie ponownie startowały mistrzostwa Rosyjskiej FSRR, które rozgrywane były wśród drużyn towarzystw sportowych pomiędzy rosyjskimi zespołami, które nie uczestniczyły w rozgrywkach Mistrzostw ZSRR. Zwycięzca turnieju otrzymywał od przyszłego sezonu możliwość wzięcia udziału w mistrzostwach ZSRR. Od 1960 do 1969 rozgrywki prowadzono wśród klubów, które walczyły w odrębnych grupach strefowych Klasy B mistrzostw ZSRR. Zwycięzcy grup strefowych złożonych z rosyjskich klubów pod koniec sezonu brały udział w dodatkowym turnieju o tytuł mistrza Rosyjskiej FSRR. W sezonach 1960-1962 turniej był także finałem o awans do Klasy A. W sezonach 1963-1970 był finałem o awans do drugiej grupy Klasy A, a także w sezonach 1971-1975 mistrzem Rosyjskiej FSRR został klub, który zajął pierwsze miejsce w dodatkowym turnieju wśród rosyjskich zespołów, które zwyciężyły w swoich grupach strefowych i walczyły również z innymi zwycięzcami grup nierosyjskich o awans do pierwszej ligi (w 1974 i 1975 roku od Rosyjskiej FSRR w finale turnieju uczestniczyło tylko dwa zespoły). W 1970 i 1976 mistrzostwa Rosyjskiej FSRR rozgrywano w osobnym turnieju, który odbył się po strefowych turniejach mistrzostw ZSRR w drugiej lidze. W 1978 roku mistrzem Rosyjskiej FSRR zostawał zespół, który zwyciężył w turnieju piłkarskim Spartakiady narodów Rosyjskiej FSRR, w 1979 i 1982 mistrzostwa nie rozgrywano z powodu na Spartakiadę narodów ZSRR. W 1990 roku turniej nie odbył się, a tytuł mistrza Rosyjskiej FSRR rozegrano wiosną 1991 roku. Jednak nie były to pełnowartościowe mistrzostwa tak jak najlepsze kluby kraju uczestniczyły w mistrzostwach ZSRR.
26 grudnia 1991 – po rozwiązaniu ZSRR Rosja została uznana za następcę ZSRR.
Rozgrywki najwyższej ligi zwanej Wysszaja liga w obecnym formacie zainaugurowano w sezonie 1992. W 1998 liga zmieniła nazwę na Wysszij diwizion. W 2002 przyjęła obecną nazwę Priemjer-Liga.

## Mistrzowie i pozostali medaliści

### Mistrzostwa Imperium Rosyjskiego (1912-1914)
| Sezon                                                                           | K | K | T | Mistrz                           | Wicemistrz | III miejsce                    | Br. | Król strzelców | Uwagi                                     |
| Mistrzostwa Imperium Rosyjskiego (ros. Чемпионат Российской империи по футболу) |   |   |   |                                  |            |                                |     |                |                                           |
| 1912                                                                            |   |   | 1 | Petersburg (finał 2:2, powt.4:1) | Moskwa     | Charków, Kijów (półfinaliści)  | ?   | ?              | 5 drużyn, play-off                        |
| 1913                                                                            |   |   | 1 | Odessa (finał 4:2 anulowano)     | Petersburg | Charków, Moskwa (półfinaliści) | ?   | ?              | 12 drużyn, play-off                       |
| 1914                                                                            |   |   |   |                                  |            |                                |     |                | nie dokończono z powodu I wojny światowej |

### Mistrzostwa ZSRR (1920-1991)
| 1922–1991 | Mistrzostwa ZSRR |

| Sezon | K   | K               | T | Zwycięzca           | Wynik | Finalista                 | Data, miejsce                      | Br. | Król strzelców | Uwagi                                      |
| Mistrzostwa Rosyjskiej FSRR w piłce nożnej wśród drużyn miejskich (ros. Чемпионат РСФСР по футболу среди городских команд) |     |                 |   |                     |       |                           |                                    |     |                |                                            |
| 1920 |     |                 | 1 | Sbornaja Moskwy     | 2:1   | MKS Twer                  | 25.07.1920, Boisko OLLS, Moskwa    | ?   | ?              | 7 drużyn                                   |
| 1921 |     |                 |   |                     |       |                           |                                    |     |                | nie rozgrywano                             |
| 1922 |     |                 | 2 | Sbornaja Moskwy     | 8:0   | Sbornaja Tweru            | 17.09.1922, Boisko OLLS, Moskwa    | ?   | ?              | 4 drużyny                                  |
| 1923 |     |                 |   |                     |       |                           |                                    |     |                | nie rozgrywano                             |
| 1924 |     |                 | 1 | Sbornaja Leningrada | 4:4   | Sbornaja Moskwy           | 1924, Moskwa                       | ?   | ?              | ? drużyn                                   |
| 1924 | 1:0 | 1924, Leningrad | 1 | Sbornaja Leningrada |       | Sbornaja Moskwy           |                                    | ?   | ?              | ? drużyn                                   |
| 1925–1926 |     |                 |   |                     |       |                           |                                    |     |                | nie rozgrywano                             |
| 1927 |     |                 | 3 | Sbornaja Moskwy     | 15:0  | Sbornaja Zapadnoj obłasti | 1927, Moskwa                       | ?   | ?              | ? drużyn                                   |
| 1928 |     |                 | 4 | Sbornaja Moskwy     | 5:3   | Sbornaja Leningrada       | 23.08.1928, Stadion Dinamo, Moskwa | ?   | ?              | 10 drużyn                                  |
| 1929–1930 |     |                 |   |                     |       |                           |                                    |     |                | nie rozgrywano                             |
| 1931 |     |                 | 5 | Sbornaja Moskwy     | 4:3   | Sbornaja Leningrada       | 1931, Moskwa                       | ?   | ?              | ? drużyn                                   |
| 1932 |     |                 | 2 | Sbornaja Leningrada | 8:0   | Sbornaja Moskwy           | 1932, Moskwa                       | ?   | ?              | ? drużyn                                   |
| 1933 |     |                 |   |                     |       |                           |                                    |     |                | nie rozgrywano                             |
| 1934 |     |                 | 1 | Sbornaja Woroneża   | 5:0   | Sbornaja Iwanowa          | 1934, Iwanowo                      | ?   | ?              | ? drużyn                                   |
| 1935–1941 |     |                 |   |                     |       |                           |                                    |     |                | nie rozgrywano                             |
| 1941–1945 |     |                 |   |                     |       |                           |                                    |     |                | nie rozgrywano z powodu II wojny światowej |
| 1945–1947 |     |                 |   |                     |       |                           |                                    |     |                | nie rozgrywano                             |

| Sezon | K | K | T | Mistrz                        | Wicemistrz                          | III miejsce                      | Br. | Król strzelców | Uwagi                                            |
| Mistrzostwa Rosyjskiej FSRR w piłce nożnej wśród drużyn amatorskich (ros. Чемпионат РСФСР по футболу среди команд КФК)            |   |   |   |                               |                                     |                                  |     |                |                                                  |
| 1948 |   |   | 1 | Dinamo Krasnodar              | Dinamo Mołotow                      | Krasnoje Znamia Oriechowo-Zujewo | ?   | ?              | 8gr.+finał, 62 kluby                             |
| 1949 |   |   | 1 | Dinamo Stawropol              | Dinamo Gorki                        | Krasnoje Znamia Pawłowskij Posad | ?   | ?              | 9gr.+finał, 111 klubów                           |
| 1950 |   |   | 1 | drużyna m.Kalinin             | ODO Chabarowsk                      | Dinamo Rostów nad Donem          | ?   | ?              | 8gr.+finał, 179 klubów                           |
| 1951 |   |   | 1 | ODO Swierdłowsk               | Zawod im.Kalinina Kaliningrad       | Dinamo Rostów nad Donem          | ?   | ?              | 8gr.+finał, 72 kluby                             |
| 1952 |   |   | 1 | Zawod im.Kalinina Kaliningrad | Dinamo Rostów nad Donem             | ODO Wyborg                       | ?   | ?              | 10gr.+finał, 110 klubów                          |
| 1953 |   |   | 1 | Torpiedo Krasnojarsk          | drużyna Stalinskiego rejonu Woroneż | Zienit Stupino                   | ?   | ?              | 9gr.+finał, 81 klubów                            |
| 1954 |   |   | 1 | drużyna m.Stupino             | Torpiedo Taganrog                   | ODO Chabarowsk                   | ?   | ?              | 10gr.+finał, 87 klubów                           |
| 1955 |   |   | 1 | Torpiedo Taganrog             | Zienit Iżewsk                       | Iskra Zielonodolsk               | ?   | ?              | 10gr.+finał, 87 klubów                           |
| 1956 |   |   | 1 | Awangard Gorki                | Nieftianik Grozny                   | Łokomotiw Saratów                | ?   | ?              | 10gr.+finał, 80 klubów                           |
| 1957 |   |   | 1 | Mietałłurg Stalingrad         | Sowietskij Rajon Krasnojarsk        | Torpiedo Włodzimierz             | ?   | ?              | 14gr.+finał, 92 kluby                            |
| 1958 |   |   | 1 | Trud Ramienskoje              | SKWO Kujbyszew                      | Trud Tambow                      | ?   | ?              | 16gr.+finał, 104 kluby                           |
| 1959 |   |   | 1 | ZIP-Eniergija Krasnodar       | Trud Zielonodolsk                   | SKWO Nowosybirsk                 | ?   | ?              | 16gr.+finał, 106 klubów                          |
| Mistrzostwa ZSRR w piłce nożnej - Klasa B, Rosyjska FSRR (ros. Чемпионат СССР по футболу - класс «Б», РСФСР)                      |   |   |   |                               |                                     |                                  |     |                |                                                  |
| 1960 |   |   | 1 | Trud Woroneż                  | Irtysz Omsk                         | Wołga Kalinin                    | ?   | ?              | 5gr.+finał, 74 kluby                             |
| 1961 |   |   | 1 | Krylja Sowietow Kujbyszew     | Terek Grozny                        | Dinamo Kirow                     | ?   | ?              | 6gr.+finał, 78 klubów                            |
| 1962 |   |   | 2 | Spartak Krasnodar             | Trud Woroneż                        | Urałmasz Swierdłowsk             | ?   | ?              | 5gr.+finał, 79 klubów                            |
| 1963 |   |   | 1 | Wołga Kalinin                 | Dinamo Kirow                        | Zwiezda Sierpuchow               | ?   | ?              | 5gr.+finał, 80 klubów                            |
| 1964 |   |   | 1 | Rostsielmasz Rostów nad Donem | Terek Grozny                        | Tiekstilszczik Iwanowo           | ?   | ?              | 6gr.+finał, 103 kluby                            |
| 1965 |   |   | 1 | Spartak Nalczyk               | Rubin Kazań                         | Sokoł Saratów                    | ?   | ?              | 6gr.+finał, 126 klubów                           |
| 1966 |   |   | 1 | Lokomotiw Kaługa              | Spartak Ordżonikidze                | Mietałłurg Tuła                  | ?   | ?              | 6gr.+finał, 106 klubów                           |
| 1967 |   |   | 1 | Dinamo Machaczkała            | Wołga Uljanowsk                     | Wołgar Astrachań                 | ?   | ?              | 7gr.+finał, 126 klubów                           |
| 1968 |   |   | 1 | Maszuk Piatigorsk             | Kalininiec Swierdłowsk              | Spartak Biełgorod                | ?   | ?              | 9gr.+finał, 165 klubów                           |
| 1969 |   |   | 1 | Drużba Majkop                 | Saturn Rybińsk                      | Iskra Smoleńsk                   | ?   | ?              | 9gr.+finał, 158 klubów                           |
| 1970 |   |   | 2 | Awtomobilist Nalczyk          | Spartak Joszkar-Oła                 | Kuzbass Kemerowo                 | ?   | ?              | 4gr.+finał, 89 klubów                            |
| Mistrzostwa ZSRR w piłce nożnej - Wtoraja liga, finał Rosyjskiej FSRR (ros. Чемпионат СССР по футболу - вторая лига, Финал РСФСР) |   |   |   |                               |                                     |                                  |     |                |                                                  |
| 1971 |   |   | 1 | Zwiezda Perm                  | Awtomobilist Nalczyk                | Iskra Smoleńsk                   | ?   | ?              | 5gr.+finał, ? klubów                             |
| 1972 |   |   | 1 | Kuzbass Kemerowo              | Mietałłurg Lipieck                  | Amur Błagowieszczeńsk            | ?   | ?              | 6gr.+finał, ? klubów                             |
| 1973 |   |   | 3 | Kubań Krasnodar               | Iskra Smoleńsk                      | Urałmasz Swierdłowsk             | ?   | ?              | 6gr.+finał, ? klubów                             |
| 1974 |   |   | 1 | Terek Grozny                  | Rubin Kazań                         | brak                             | ?   | ?              | 4gr.+finał, ? klubów                             |
| 1975 |   |   | 2 | Dinamo Machaczkała            | Terek Grozny                        | brak                             | ?   | ?              | 4gr.+finał, ? klubów                             |
| 1976 |   |   | 1 | Iskra Smoleńsk                | Urałmasz Swierdłowsk                | Dinamo Leningrad                 | ?   | ?              | 3gr.+finał, ? klubów                             |
| 1977 |   |   | 2 | Lokomotiw Kaługa              | Fakieł Woroneż                      | SKA Chabarowsk                   | ?   | ?              | 5gr.+finał, ? klubów                             |
| 1978 |   |   | 1 | Obwód woroneski               | Kraj Stawropolski                   | Kraj Krasnodarski                | ?   | ?              | ? drużyn                                         |
| 1979 |   |   |   |                               |                                     |                                  |     |                | nie rozgrywano z powodu Spartakiady Narodów ZSRR |
| 1980 |   |   | 1 | Rotor Wołgograd               | Zwiezda Perm                        | Torpiedo Togliatti               | ?   | ?              | 4gr.+finał, ? klubów                             |
| 1981 |   |   | 1 | Dinamo Kirow                  | Tiekstilszczik Iwanowo              | Dinamo Barnauł                   | ?   | ?              | 4gr.+finał, ? klubów                             |
| 1982 |   |   |   |                               |                                     |                                  |     |                | nie rozgrywano z powodu Spartakiady Narodów ZSRR |
| 1983 |   |   | 2 | Krylja Sowietow Kujbyszew     | Spartak Ordżonikidze                | Znamia Truda Oriechowo-Zujewo    | ?   | ?              | 5gr.+finał, ? klubów                             |
| 1984 |   |   | 1 | Zorki Krasnogorsk             | Bałtika Kaliningrad                 | Krylja Sowietow Kujbyszew        | ?   | ?              | 5gr.+finał, ? klubów                             |
| 1985 |   |   | 1 | Gieołog Tiumeń                | Rostsielmasz Rostów nad Donem       | Dinamo Briańsk                   | ?   | ?              | 5gr.+finał, ? klubów                             |
| 1986 |   |   | 1 | Mietałłurg Lipieck            | Sokoł Saratów                       | Krylja Sowietow Kujbyszew        | ?   | ?              | 5gr.+finał, ? klubów                             |
| 1987 |   |   | 4 | Kubań Krasnodar               | Zwiezda Perm                        | Tiekstilszczik Iwanowo           | ?   | ?              | 5gr.+finał, ? klubów                             |
| 1988 |   |   | 1 | Cemient Noworosyjsk           | Urałmasz Swierdłowsk                | Dinamo Briańsk                   | ?   | ?              | 6gr.+finał, ? klubów                             |
| 1989 |   |   | 1 | Dinamo Briańsk                | Cemient Noworosyjsk                 | Tiekstilszczik Kamyszyn          | ?   | ?              | 6gr.+finał, ? klubów                             |
| 1990 |   |   |   |                               |                                     |                                  |     |                | nie rozgrywano                                   |
| 1991 |   |   | 3 | Krylja Sowietow Samara        | Spartak Anapa                       | Spartak Nalczyk                  | ?   | ?              | ? klubów                                         |

### Mistrzostwa Rosji (od 1992)
| Sezon   | K | K | T  | Mistrz              | Wicemistrz          | III miejsce            | Br. | Król strzelców                                       | Uwagi                         |
| 1992    |   |   | 1  | Spartak Moskwa      | Ałanija Władykaukaz | Dinamo Moskwa          | 20  | Jurij Matwiejew (Urałmasz)                           | 2 rundy, 2 grupy po 10 klubów |
| 1993    |   |   | 2  | Spartak Moskwa      | Rotor Wołgograd     | Dinamo Moskwa          | 21  | Wiktor Panczenko (KAMAZ)                             | 18 klubów                     |
| 1994    |   |   | 3  | Spartak Moskwa      | Dinamo Moskwa       | Lokomotiw Moskwa       | 21  | Igor Simutienkow (Dinamo M.)                         | 16 klubów                     |
| 1995    |   |   | 1  | Ałanija Władykaukaz | Lokomotiw Moskwa    | Spartak Moskwa         | 25  | Oleg Wierietiennikow (Rotor)                         | 16 klubów                     |
| 1996    |   |   | 4  | Spartak Moskwa      | Ałanija Władykaukaz | Rotor Wołgograd        | 23  | Aleksandr Masłow (FK Rostow)                         | 18 klubów                     |
| 1997    |   |   | 5  | Spartak Moskwa      | Rotor Wołgograd     | Dinamo Moskwa          | 22  | Oleg Wierietiennikow (Rotor)                         | 18 klubów                     |
| 1998    |   |   | 6  | Spartak Moskwa      | CSKA Moskwa         | Lokomotiw Moskwa       | 22  | Oleg Wierietiennikow (Rotor)                         | 16 klubów                     |
| 1999    |   |   | 7  | Spartak Moskwa      | Lokomotiw Moskwa    | CSKA Moskwa            | 21  | Giorgi Demetradze (Ałanija)                          | 16 klubów                     |
| 2000    |   |   | 8  | Spartak Moskwa      | Lokomotiw Moskwa    | Torpedo Moskwa         | 18  | Dmitrij Łośkow (Lokomotiw M.)                        | 16 klubów                     |
| 2001    |   |   | 9  | Spartak Moskwa      | Lokomotiw Moskwa    | Zenit Petersburg       | 18  | Dmitrij Wiaźmikin (Torpedo M.)                       | 16 klubów                     |
| 2002    |   |   | 1  | Lokomotiw Moskwa    | CSKA Moskwa         | Spartak Moskwa         | 15  | Rołan Gusiew (CSKA) Dmitrij Kiriczenko (CSKA)        | 16 klubów                     |
| 2003    |   |   | 1  | CSKA Moskwa         | Zenit Petersburg    | Rubin Kazań            | 14  | Dmitrij Łośkow (Lokomotiw M.)                        | 16 klubów                     |
| 2004    |   |   | 2  | Lokomotiw Moskwa    | CSKA Moskwa         | Krylja Sowietow Samara | 18  | Aleksandr Kierżakow (Zenit)                          | 16 klubów                     |
| 2005    |   |   | 2  | CSKA Moskwa         | Spartak Moskwa      | Lokomotiw Moskwa       | 14  | Dmitrij Kiriczenko (FK Moskwa)                       | 16 klubów                     |
| 2006    |   |   | 3  | CSKA Moskwa         | Spartak Moskwa      | Lokomotiw Moskwa       | 18  | Roman Pawluczenko (Spartak M.)                       | 16 klubów                     |
| 2007    |   |   | 1  | Zenit Petersburg    | Spartak Moskwa      | CSKA Moskwa            | 14  | Roman Adamow (FK Moskwa) Roman Pawluczenko (Spartak) | 16 klubów                     |
| 2008    |   |   | 1  | Rubin Kazań         | CSKA Moskwa         | Dinamo Moskwa          | 20  | Vágner Love (CSKA)                                   | 16 klubów                     |
| 2009    |   |   | 2  | Rubin Kazań         | Spartak Moskwa      | Zenit Petersburg       | 21  | Welliton (Spartak M.)                                | 16 klubów                     |
| 2010    |   |   | 2  | Zenit Petersburg    | CSKA Moskwa         | Rubin Kazań            | 19  | Welliton (Spartak M.)                                | 16 klubów                     |
| 2011/12 |   |   | 3  | Zenit Petersburg    | Spartak Moskwa      | CSKA Moskwa            | 28  | Seydou Doumbia (CSKA)                                | 3 rundy, 16 klubów            |
| 2012/13 |   |   | 4  | CSKA Moskwa         | Zenit Petersburg    | Anży Machaczkała       | 13  | Wánderson (FK Krasnodar) Jura Mowsisjan (Spartak)    | 16 klubów                     |
| 2013/14 |   |   | 5  | CSKA Moskwa         | Zenit Petersburg    | Lokomotiw Moskwa       | 18  | Seydou Doumbia (CSKA)                                | 16 klubów                     |
| 2014/15 |   |   | 4  | Zenit Petersburg    | CSKA Moskwa         | FK Krasnodar           | 15  | Hulk (Zenit)                                         | 16 klubów                     |
| 2015/16 |   |   | 6  | CSKA Moskwa         | FK Rostów nad Donem | Zenit Petersburg       | 20  | Fiodor Smołow (FK Krasnodar)                         | 16 klubów                     |
| 2016/17 |   |   | 10 | Spartak Moskwa      | CSKA Moskwa         | Zenit Petersburg       | 18  | Fiodor Smołow (FK Krasnodar)                         | 16 klubów                     |
| 2017/18 |   |   | 3  | Lokomotiw Moskwa    | CSKA Moskwa         | Spartak Moskwa         | 15  | Quincy Promes (Spartak Moskwa)                       | 16 klubów                     |
| 2018/19 |   |   | 5  | Zenit Petersburg    | Lokomotiw Moskwa    | FK Krasnodar           | 15  | Fiodor Czałow (CSKA Moskwa)                          | 16 klubów                     |
| 2019/20 |   |   | 6  | Zenit Petersburg    | Lokomotiw Moskwa    | FK Krasnodar           | 17  | Sardar Azmun (Zenit) Artiom Dziuba (Zenit)           | 16 klubów                     |
| 2020/21 |   |   | 7  | Zenit Petersburg    | Spartak Moskwa      | Lokomotiw Moskwa       | 20  | Artiom Dziuba (Zenit)                                | 16 klubów                     |
| 2021/22 |   |   | 8  | Zenit Petersburg    | PFK Soczi           | Dinamo Moskwa          | 19  | Gamid Agałarow (FK Ufa)                              | 16 klubów                     |
| 2022/23 |   |   | 9  | Zenit Petersburg    | CSKA Moskwa         | Spartak Moskwa         | 23  | Malcom (Zenit)                                       | 16 klubów                     |
| 2023/24 |   |   | 10 | Zenit Petersburg    | FK Krasnodar        | Dinamo Moskwa          | 21  | Mateo Cassierra (Zenit)                              | 16 klubów                     |
| 2024/25 |   |   | 1  | FK Krasnodar        | Zenit Petersburg    | CSKA Moskwa            | 17  | Manfred Ugalde (Spartak M.)                          | 16 klubów                     |

## Statystyka

### Klasyfikacja według klubów
W dotychczasowej historii Mistrzostw Rosji na podium oficjalnie stawało w sumie 13 drużyn. Liderem klasyfikacji jest Spartak Moskwa, który zdobył 10 tytułów mistrzowskich.
Stan po zakończeniu sezonu 2024/25.
| Lp. | Klub                   | Miejsca na podium | Miejsca na podium | Miejsca na podium | Zwycięskie sezony                                                                  |   |   |                                                               |
| --- | ---------------------- | ----------------- | ----------------- | ----------------- | ---------------------------------------------------------------------------------- | - | - | ------------------------------------------------------------- |
| Lp. | Klub                   | 1.                | Spartak Moskwa    | 10                | Zwycięskie sezony                                                                  | 6 | 4 | 1992, 1993, 1994, 1996, 1997, 1998, 1999, 2000, 2001, 2016/17 |
| 2.  | Zenit Petersburg       | 10                | 4                 | 4                 | 2007, 2010, 2011/12, 2014/15, 2018/19, 2019/20, 2020/21, 2021/22, 2022/23, 2023/24 |   |   |                                                               |
| 3.  | CSKA Moskwa            | 6                 | 9                 | 4                 | 2003, 2005, 2006, 2012/13, 2013/14, 2015/16                                        |   |   |                                                               |
| 4.  | Lokomotiw Moskwa       | 3                 | 6                 | 6                 | 2002, 2004, 2017/18                                                                |   |   |                                                               |
| 5.  | Rubin Kazań            | 2                 | 0                 | 2                 | 2008, 2009                                                                         |   |   |                                                               |
| 6.  | Ałanija Władykaukaz    | 1                 | 2                 | 0                 | 1995                                                                               |   |   |                                                               |
| 7.  | FK Krasnodar           | 1                 | 1                 | 3                 | 2024/25                                                                            |   |   |                                                               |
| 8.  | Rotor Wołgograd        | 0                 | 2                 | 1                 |                                                                                    |   |   |                                                               |
| 9.  | Dinamo Moskwa          | 0                 | 1                 | 6                 |                                                                                    |   |   |                                                               |
| 10. | FK Rostów nad Donem    | 0                 | 1                 | 0                 |                                                                                    |   |   |                                                               |
| 10. | PFK Soczi              | 0                 | 1                 | 0                 |                                                                                    |   |   |                                                               |
| 12. | Anży Machaczkała       | 0                 | 0                 | 1                 |                                                                                    |   |   |                                                               |
| 12. | Krylja Sowietow Samara | 0                 | 0                 | 1                 |                                                                                    |   |   |                                                               |
| 12. | Torpedo Moskwa         | 0                 | 0                 | 1                 |                                                                                    |   |   |                                                               |

### Klasyfikacja według miast
Siedziby klubów: Stan po zakończeniu sezonu 2024/25.
| Miasto           | Liczba tytułów | Kluby                                                      |
| ---------------- | -------------- | ---------------------------------------------------------- |
| Moskwa           | 19             | Spartak Moskwa (10), CSKA Moskwa (6), Lokomotiw Moskwa (3) |
| Sankt Petersburg | 10             | Zenit Petersburg (10)                                      |
| Kazań            | 2              | Rubin Kazań (2)                                            |
| Krasnodar        | 1              | FK Krasnodar (1)                                           |
| Władykaukaz      | 1              | Ałanija Władykaukaz (1)                                    |

## Uczestnicy
Są 44 zespoły, które wzięli udział w 33 sezonach Mistrzostw Rosji, które były prowadzone od 1992 aż do sezonu 2024/25 łącznie. Tylko Spartak Moskwa, Lokomotiw Moskwa i CSKA Moskwa były zawsze obecne w każdej edycji.
Pogrubione zespoły biorące udział w sezonie 2024/25.
- 33 razy: CSKA Moskwa, Lokomotiw Moskwa, Spartak Moskwa
- 32 razy: Dinamo Moskwa
- 31 razy: FK Rostów
- 30 razy: Krylja Sowietow Samara, Zenit Petersburg
- 21 razy: Rubin Kazań
- 18 razy: Achmat Grozny
- 17 razy: Torpedo Moskwa
- 16 razy: Ałanija Władykaukaz
- 14 razy: Amkar Perm, FK Krasnodar, Rotor Wołgograd, Urał Jekaterynburg
- 12 razy: Saturn Ramienskoje
- 11 razy: Anży Machaczkała
- 10 razy: Szynnik Jarosław
- 9 razy: Kubań Krasnodar, FK Moskwa, Tom Tomsk,
- 8 razy: Czernomoriec Noworosyjsk, FK Chimki, Lokomotiw Niżny Nowogród, FK Ufa
- 7 razy: Arsienał Tuła, Fakieł Woroneż, Żemczużyna Soczi
- 6 razy: FK Orenburg2, Spartak Nalczyk
- 5 razy: KAMAZ Nabierieżnyje Czełny, Tiekstilszczik Kamyszyn, FK Tiumeń, Urałan Elista
- 4 razy: Bałtika Kaliningrad, Łucz-Eniergija Władywostok, Pari Niżny Nowogród1, PFK Soczi
- 3 razy: Dinamo Stawropol, Mordowija Sarańsk, Wołga Niżny Nowogród
- 2 razy: Asmarał Moskwa, Łada Togliatti, Okiean Nachodka, Sokoł Saratów, FK Tambow
- 1 raz:  Akron Togliatti, Dinamo Machaczkała, Sibir Nowosybirsk, SKA-Chabarowsk, FK Tosno, Jenisej Krasnojarsk

1. Pari Niżny Nowogród rozgrywał mecz jako FK Niżny Nowogród,
2. FK Orenburg rozgrywał mecz jako Gazowik Orenburg.